# Àbria
Abreae és una tribu d'angiospermes fanerògames pertanyent a la subfamília faboideae dins de les lleguminoses. Inclou només un gènere, Abrus.

## Galeria d'imatges

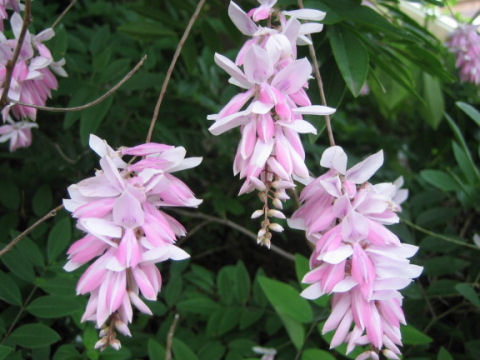
Flors de l'Abrus precatorius.
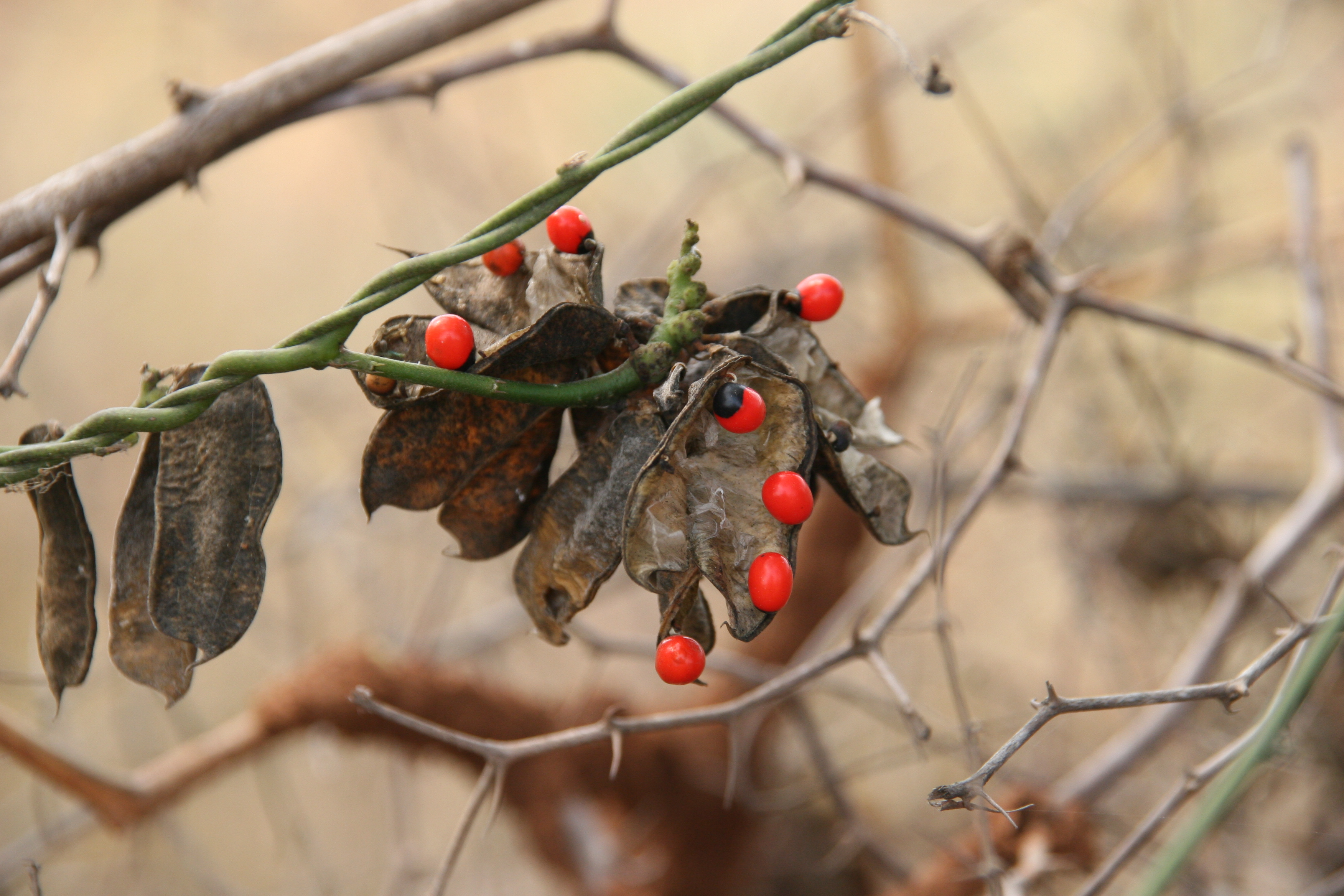
Beina oberta amb els fruits de l'Abrus precatorius.
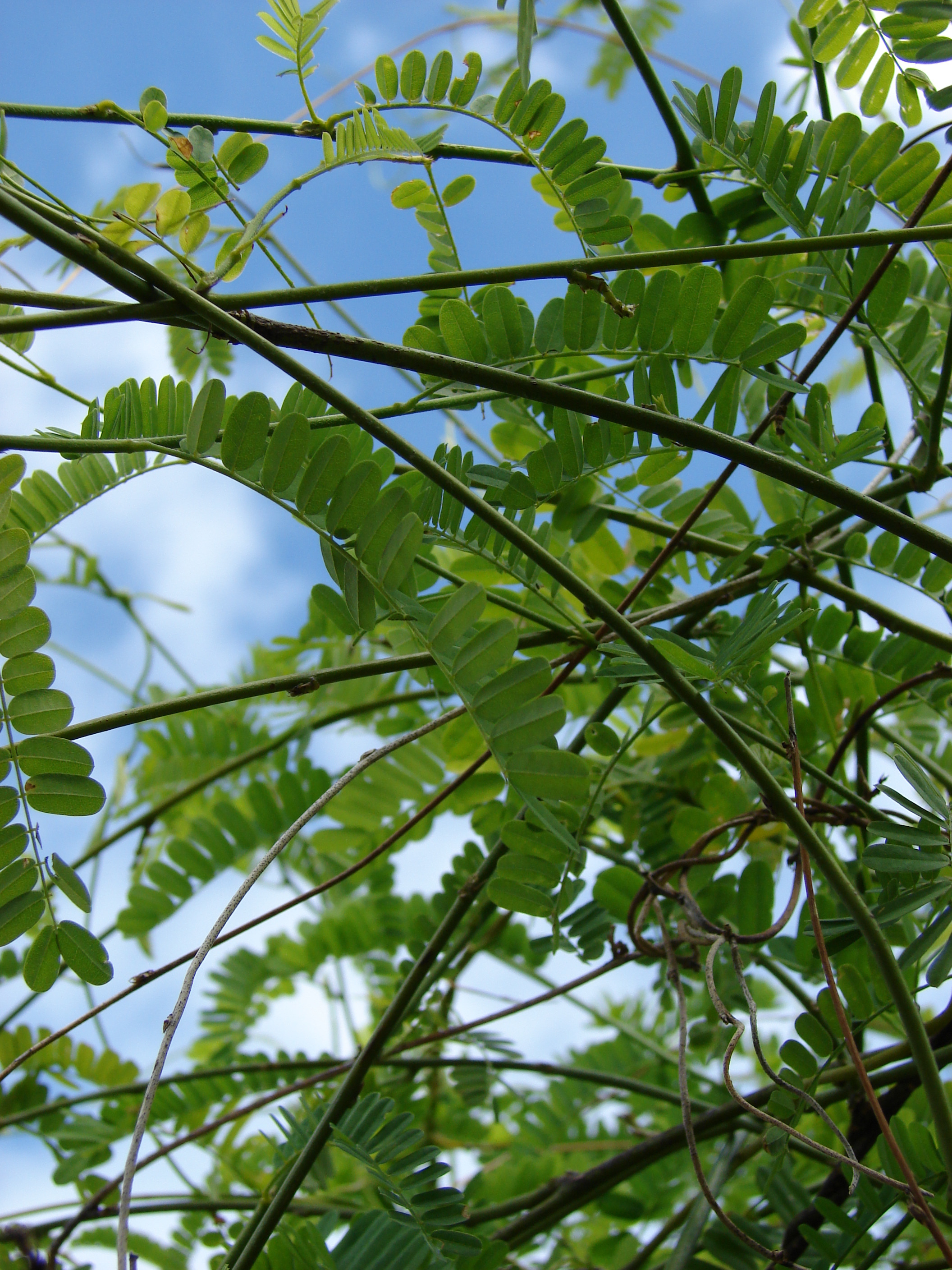
Fullatge de l'Abrus precatorius.